# Thomas Jeram
Thomas Jeram, né le 29 avril 1996 à Nice dans les Alpes-Maritimes, est un joueur français de basket-ball. Il évolue au poste de meneur de jeu.